# Louis Abry
Louis Abry (Liegi, 25 luglio 1643 – Liegi, 18 luglio 1720) è stato un pittore e scrittore belga.

## Biografia
Nacque nel Principato vescovile di Liegi. Allievo di Gérard de Lairesse, accompagnò il maestro in numerosi viaggi. Fu nominato del titolo di «pittore episcopale». Come scrittore, fu storico e genealogista.